# 87 a. C.
El año 87 a. C. fue un año del calendario romano prejuliano. En el Imperio romano, fue conocido como el año 667 Ab Urbe condita.

## Acontecimientos
- Lucio Cornelio Cinna es elegido cónsul de Roma, volviendo así el gobierno de Roma a manos de los demócratas.
- Sila llega a Grecia y asedia Atenas. Ordena a Lucio Licinio Lúculo que organice una flota de los aliados de Roma alrededor del Mediterráneo oriental.
- Ostia es saqueada por Cayo Mario al volver de África con un ejército para tomar Roma por la fuerza.

## Ciencia y tecnología
- Se elabora el Mecanismo de Antiquitera

## Nacimientos
- Lucio Munacio Planco, cónsul romano 42 a. C. (fecha aproximada) (m. h. 15 a. C.)

## Fallecimientos
- Marco Antonio el Orador, cónsul romano (ejecutado por orden de Mario y Cinna)
- Han Wudi, emperador de China (n. 156 a. C.)
- Lucio Cornelio Mérula, sacerdote romano (suicidio)
- Cneo Pompeyo Estrabón, general romano y padre de Pompeyo el Grande (enfermedad)
- Publio Licinio Craso, cónsul romano, censor y padre de Marco Licinio Craso (muerto por los partidarios de Mario que invadieron Roma)